# Eurorack

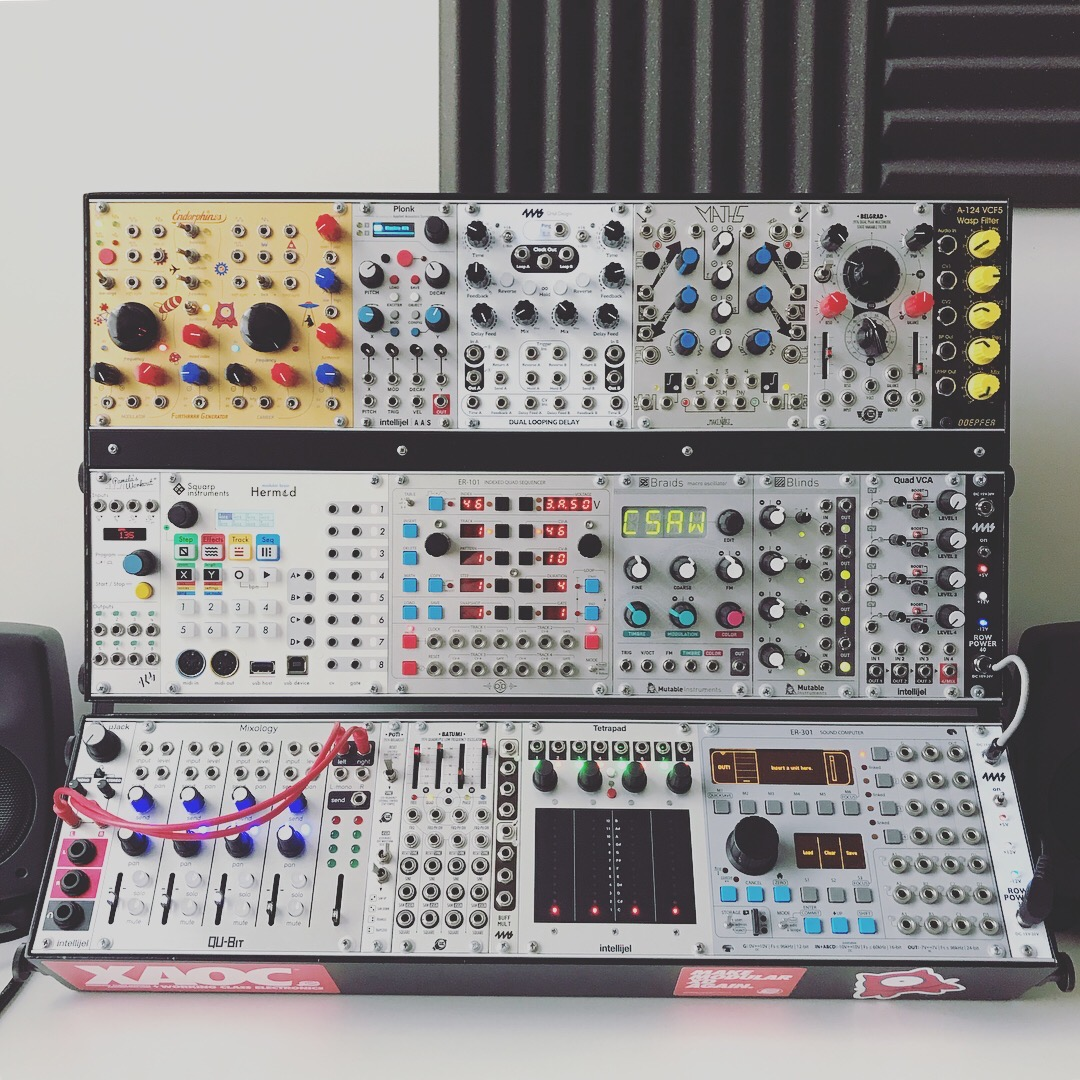
Модульний синтезатор формату 9U Eurorack з різноманітними модулями

Eurorack - це формат модульних синтезаторів, що було створено у 1996 році Doepfer Musikelektronik.   З тих пір він зростав у популярності, і станом на 2021 рік став домінуючим форматом, в якому налічується понад 5000 модулів. У рамках стандарту працюють 270 різних виробників, починаючи від наборів «зроби сам» та модулів від бутикових дизайнерів, до відомих, усталених масових виробників, таких як Moog та Roland.  
Компактний розмір, 3,5-мм монороз'єми та кабелі для з'єднання всіх сигналів, а також відсутність візуальної чи звукової естетики, визначеної одним виробником, відрізняє Eurorack від інших форматів модульних синтезаторів. Ці фактори сприяли популярності Eurorack як серед виробників, так і серед музикантів.  

## Історія

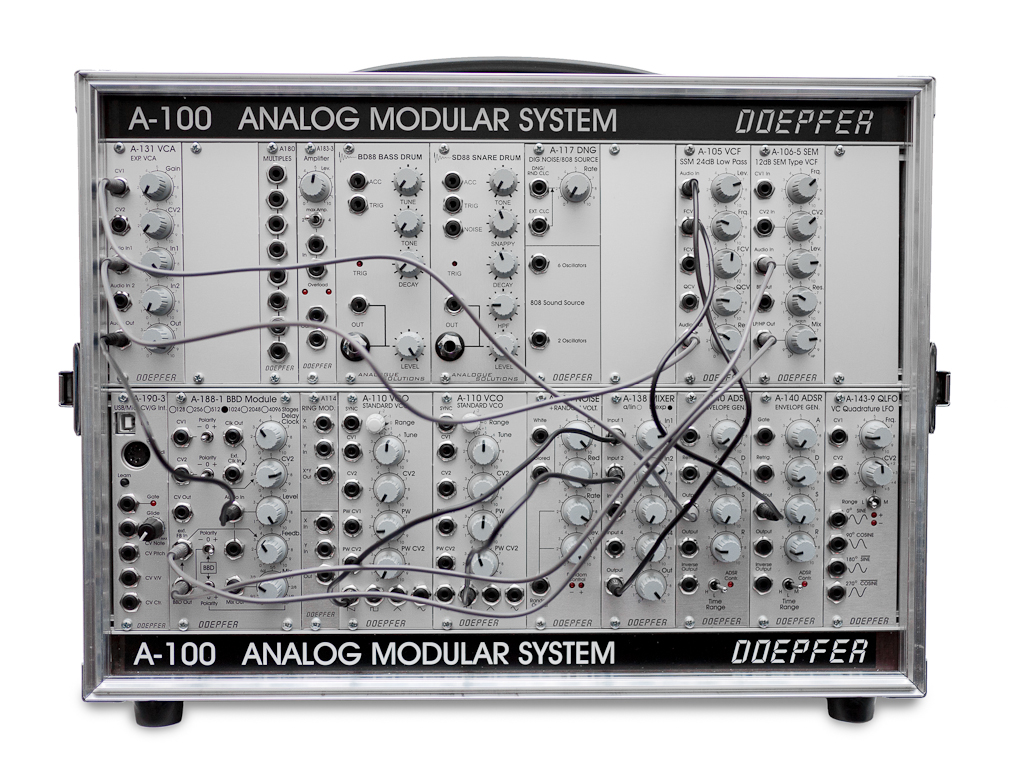
Doepfer A-100

До Eurorack, наприкінці 1970-х років, на ринку були присутні декілька модульних систем:
- Elektor Formant (3U або 6U x 7HP, роз'єми 3,5 мм, 31-контактна шина, +/- 15v)
- BME PM10 / Axiom (3U x 8HP, гнізда phono/RCA, 31-контактна шина, +/- 15v)
- Synton 3000 (3U x 8HP, 4-міліметрові «бананові» гнізда, +/- 15v) найбільше подібний до сучасних Eurorack синтезаторів.

До кінця 1980-х років усі вони припинили виробництво.
Дітер Дьопфер створив кілька модулів для Elektor Formant, перш ніж виробляти власні системи. Його система створена на початку 1980-х була «модульним» поліфонічним синтезатором на базі Eurocard (модулі не мали можливості підключення патч-кордами), але передні панелі вже були схожі на сучасні Eurorack модулі A100.
У 1996 році Doepfer Musikelektronik випустили першу модульну систему синтезаторів у форматі Eurorack, Doepfer A-100, за якою послідували нові серії сумісних модулів у 1997 та 1998 рр.  У Великій Британії Analogue Systems самостійно розробляли подібний формат з невеликими технічними відмінностями, такими як роз'єми живлення. Пізніше Analogue Systems адаптували свою продукцію для сумісності з Eurorack. 
У середині 2000-х років інші виробники, такі як Cwejman, Make Noise Music та TipTop Audio, прийняли формат Eurorack від Doepfer та розпочали розробку та виробництво сумісних модулів.   
У середині 2010-х років зростаючий інтерес до модуляторів Eurorack спонукав відомих виробників музичних технологій розпочати виробництво сумісного з Eurorack обладнання, призначеного для цього нового ринку. На додаток до модулів, такі виробники, як Arturia, почали випускати пристрої, такі як Beatstep та Microbrute  розроблені для можливості зв'язку з модульними синтезаторами Eurorack через роз'єми 3,5 мм, що передають керуючі напруги.  У 2015 році Moog випустив Mother 32, сумісний з Eurorack напівмодульний синтезатор. 
На кінець осені 2018 року на вебсайті ModularGrid налічувалось понад 316 виробників. 

## Технічні характеристики

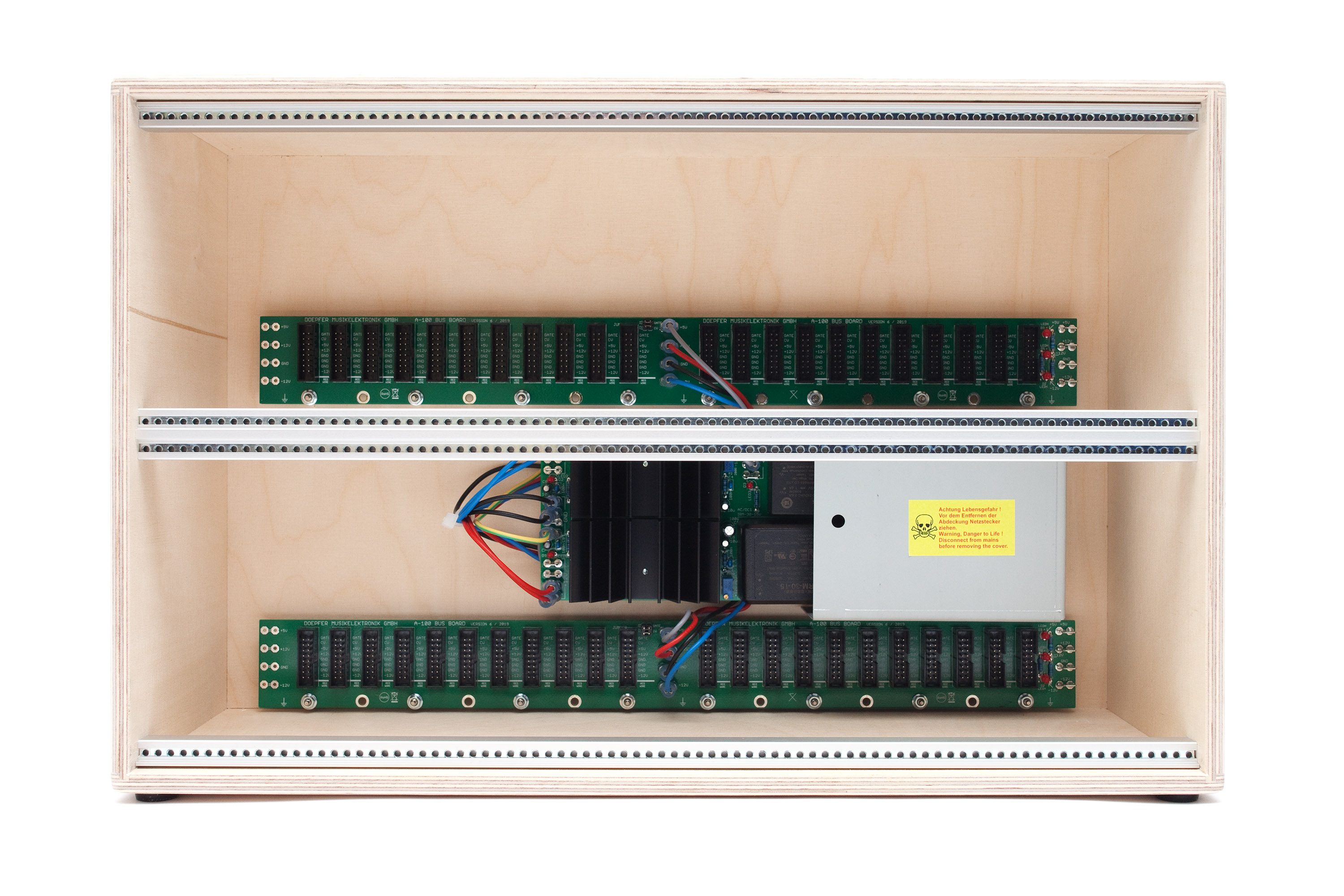
Корпус Eurorack без модулів, на якому показана шина живлення

Для синтезаторів Eurorack є фактичним стандартом, що дозволяє різним модулям уміщатися в однакові корпуси та обмінюватися даними між собою. Основною вимогою є сумісність з технічними характеристиками Doepfer:

### Фізичні характеристики
- 3U (5,25 дюйма або 133,4 мм), де висота "U" вимірюється в одиницях стійки, округленими до краю корпусу.
- 1HP (0,2 дюйма або 5,08 мм), де ширина "HP" вимірюється в горизонтальних одиницях кроку. Ширина модулів, як правило, ціла, кратна 1HP, хоча деякі виробники працюють з шириною кратною 0,5HP. [16]

Модулі Eurorack можуть бути додатково охарактеризовані глибиною: неглибокі модулі (2.5 см до 4 см ) можуть поміститися до корпусів "skiff", їх іноді називають "skiff-сумісними".

### Електричні характеристики
Eurorack визначає загальний роз'єм живлення: 10- або 16-контактний стрічковий кабель, що забезпечує подвійну 12-вольтову лінію постійного струму. Роз'єми живлення також можуть включати джерело постійного струму 5 В, а також шини керуючої напруги.
Звукові та керуючі сигнали обмінюються між модулями за допомогою 3,5-мм моно-гніздових кабелів. Електричні характеристики сигналів поділяються на три вільно визначені категорії:
- Аудіосигнали зазвичай складають максимум 10 В від піку до піку (тобто від -5 В до + 5 В)
- Керуючі напруги можуть бути однополярними або біполярними. Біполярні керуючі напруги, як правило, становлять 5 В від піку до піку (тобто від -2,5 В до + 2,5 В), однополярні напруги від 0 до 8 В. Шкала V / Octave використовується для отримання інформації про висоту тону
- Сигнали тригера, шлюзу або годинника - це цифрові імпульси від 0 до 5 В, які зазвичай використовуються для синхронізації та сигналізації подій.

### Модулі 1U

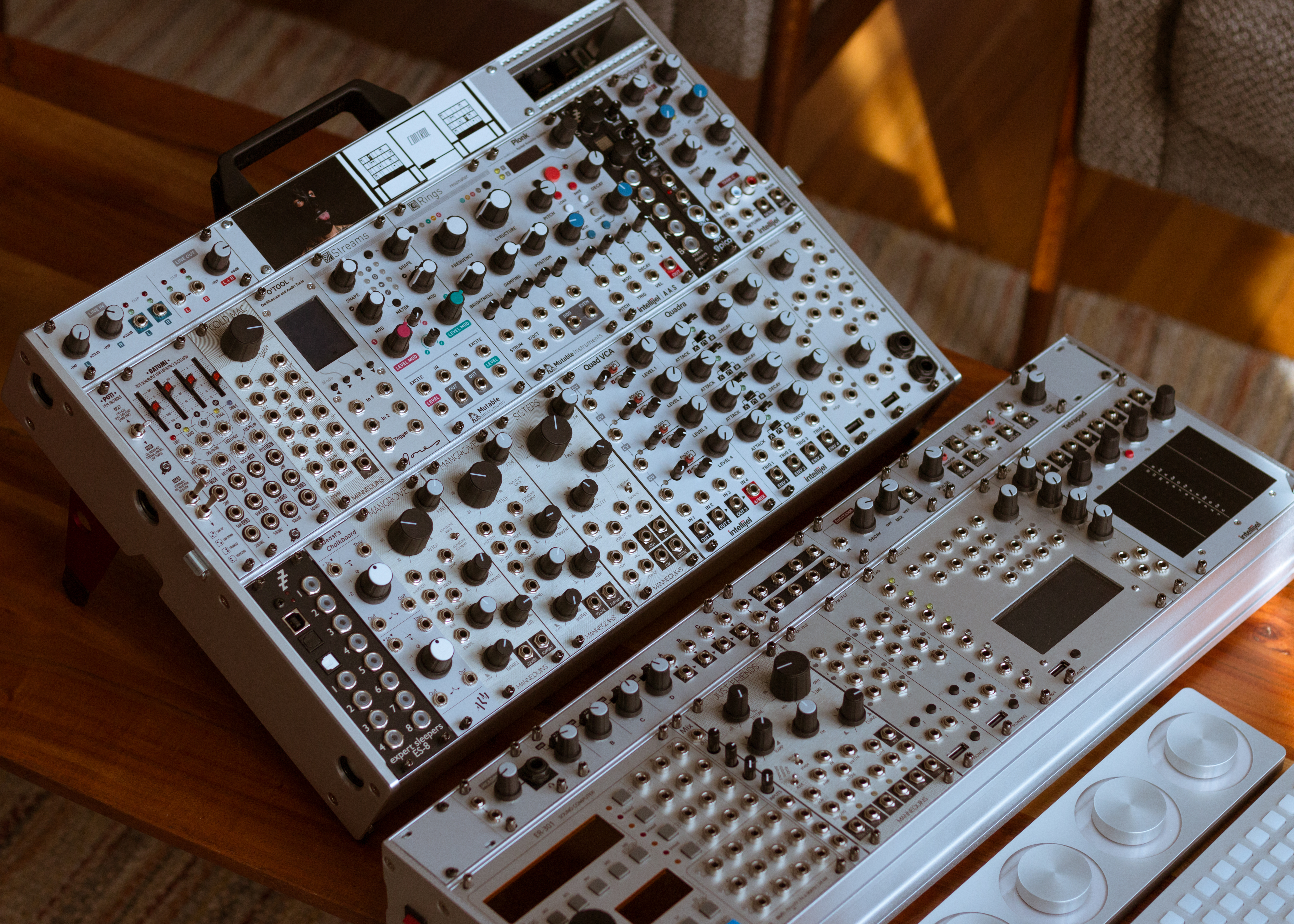
Два корпуси Eurorack з рядками 1U у форматі Intellijel

Кілька виробників пропонують сумісні з Eurorack модулі у форматі менше 1U висотою, який іноді називають "плитками". Станом на 2018 рік існують два конкуруючі стандарти для модулів 1U, які відрізняються головним чином своєю висотою. Модулі 1U, вироблені Intellijel, мають висоту 39,65 мм,  тоді як модулі 1U, вироблені Pulp Logic та іншими виробниками, мають висоту 43,2 мм.  Pulp Logic також пропонує більш компактний роз'єм живлення для модулів 1U, що складається лише з трьох контактів.

## DIY та відкритий код

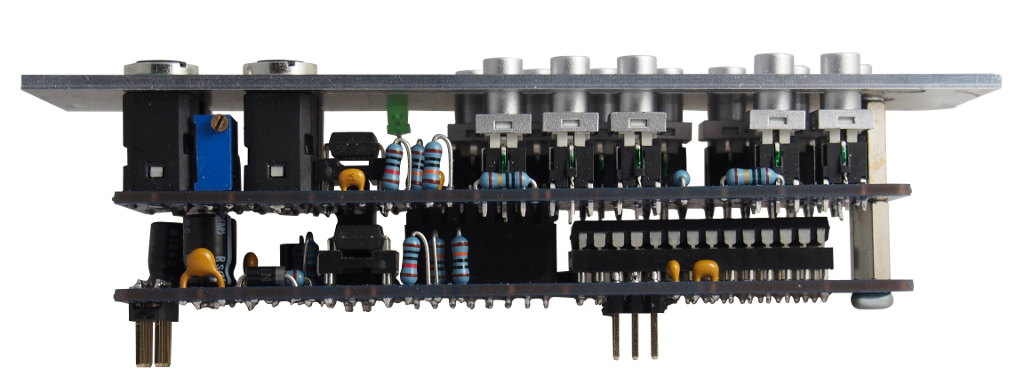
Завершений комплект модулів Sonic Potions DIY Eurorack

Технічний та модульний характер Eurorack часто приваблює людей, зацікавлених у зміненні або створенні власних модулів або корпусів. Багато виробників Eurorack починали з розробки модулів у форматі "зроби сам" (DIY) перед тим, як розпочати масове виробництво. Збірка модулів “зроби сам” може стати першим кроком у вивченні електроніки та виробництва обладнання, а також у розвитку більш тісного зв’язку із синтезатором як музичним інструментом.
Деякі виробники, такі як Befaco, Bastl Instruments та Erica Synths, пропонують деякі або всі свої модулі як готові вироби, так і як комплекти, що можуть бути зібрані покупцем.   Doepfer пропонує корпус та комплект живлення, а також корпуси низької вартості, призначені для налаштування та модифікації покупцем.
Випуск модулів виключно як конструкцій з відкритим кодом та наборів «зроби сам» дозволяє таким дизайнерам, як Music Thing Modular, розробляти та випускати такі модулі, як Машина Тьюрінга чи Radio Music, без необхідності керувати компанією чи інвестувати у виробництво. Ліцензії з відкритим кодом як для обладнання, так і для коду дозволяють людям створювати модулі з нуля, а компаніям, таким як Thonk, пропонувати DIY комплекти.  
Деякі виробники не пропонують набори або не мають наміру для кінцевих користувачів збирати свої власні модулі, але випускають код, схеми та макет за ліцензіями з відкритим кодом. Емілі Жилет з Mutable Instruments називає основними причинами цього рішення прозорість та можливість покупців налаштовувати або модифікувати свої модулі. 

## Зовнішні посилання
- Eurorack [Архівовано 9 липня 2021 у Wayback Machine.] на вікі Synth DIY
- Посібник Eurorack Rails DIY [Архівовано 9 липня 2021 у Wayback Machine.]
- ModularGrid [Архівовано 9 липня 2021 у Wayback Machine.] - інтерактивна база даних модулів та виробників